# Sungsang III
Sungsang III is een bestuurslaag in het regentschap Banyuasin van de provincie Zuid-Sumatra, Indonesië. Sungsang III telt 3572 inwoners (volkstelling 2010).